# Dionizy (Prozorowski)
Dionizy, imię świeckie Dmitrij Prozorowski (ur. 1871 w guberni samarskiej, zm. 25 sierpnia 1937) – rosyjski biskup prawosławny. 

## Życiorys
W 1891 ukończył seminarium duchowne w Samarze i podjął pracę w charakterze cerkiewnego psalmisty. Od 1892 był kapłanem pracującym w eparchii samarskiej. W 1894 rozpoczął naukę w Petersburskiej Akademii Duchownej i złożył wieczyste śluby zakonne z imieniem Dionizy. W 1898 uzyskał tytuł kandydata nauk teologicznych, kończąc tym samym studia, po czym został skierowany do pracy jako wykładowca w seminarium duchownym w Rydze. W 1900 został inspektorem seminarium duchownego w Błagowieszczeńsku, zaś w 1901 – jego rektorem, otrzymując także godność archimandryty. Od 1904 do 1910 był przełożonym monasteru św. Jana Chrzciciela w Astrachaniu.  
6 sierpnia 1912 w monasterze Przemienienia Pańskiego w Saratowie miała miejsce jego chirotonia na biskupa pietrowskiego, wikariusza eparchii saratowskiej. W charakterze konsekratorów wystąpili biskup saratowski Aleksy, biskup uralski Tichon, biskup kozłowski Grzegorz oraz biskup wolski Dosyteusz. Od 1916 był biskupem kostanajskim, zaś od 1922 – czelabińskim. W roku następnym został aresztowany i skazany na siedem lat pozbawienia wolności, został jednak zwolniony po dwóch. Po odzyskaniu wolności udał się do Troicka, by przeciwdziałać wcześniejszym działaniom miejscowego biskupa Mikołaja, opowiadającego się za współpracą Rosyjskiego Kościoła Prawosławnego z Żywą Cerkwią. W 1926 został przeniesiony na katedrę orenburską. Następnie od 1928 do 1930 był biskupem pomocniczym eparchii symferopolskiej i krymskiej z tytułem biskupa teodozyjskiego, faktycznie jednak sprawował zarząd całej struktury. W 1930 objął katedrę irkucką i angarską. W 1933 został oficjalnie przeniesiony w stan spoczynku w związku z faktem, iż został aresztowany przez NKWD. W jego sprawie nie zapadł jednak wyrok. W związku z tym jeszcze w tym samym roku został arcybiskupem minusińskim, zaś w roku następnym – aczińskim i minusińskim. W 1934 został arcybiskupem ufijskim, po dwóch latach został przeniesiony do eparchii rostowskiej. We wrześniu 1937 został aresztowany po raz trzeci i w październiku tego samego roku skazany na śmierć przez rozstrzelanie. W sierpniu 1989 został oficjalnie zrehabilitowany. 